# Gloria Ramos Prudencio
Gloria Deniz Ramos Prudencio es una política peruana. Fue congresista de la república en el periodo parlamentario 2006-2011 en representación del departamento de Pasco por el partido político Unión por el Perú.